# Plaza de España (stacja metra)
Plaza de España – stacja metra w Madrycie, na linii 3 i 10. Znajduje się w dzielnicy Centro, w Madrycie i zlokalizowana pomiędzy stacjami Ventura Rodríguez, Callao (linia 3) oraz Tribunal i Príncipe Pío. Została otwarta 15 lipca 1941.